# A tiempo (álbum de Gian Marco)
A tiempo es el sexto álbum de estudio del peruano Gian Marco, lanzado por Sony Music Latin y Crescent Moon Records el 20 de diciembre de 2001 en Perú y el 9 de abril de 2002 para el resto del mundo. Fue su primer álbum lanzado internacionalmente.

## Rendimiento comercial
El álbum fue un éxito en toda América Latina y partes de Europa. En España, las canciones «Se me olvidó», «Te mentiría» y «Lamento» entraron en la lista de reproducción de radio de Los Principales, alcanzando los puestos número 6, 27 y 38 respectivamente. Se me olvidó fue el más exitoso en España, alcanzando el puesto número 4 en las listas oficiales españolas. Lanzó la carrera de Gian Marco a nivel internacional y ese mismo año fue nominado a tres premios Grammy Latinos, incluyendo Grabación del año y Mejor artista nuevo.

## Recepción
El álbum fue elogiado por la crítica, recibiendo tres nominaciones al Grammy Latino, así como por otros grandes nombres de la industria musical como Marc Anthony, Emilio Estefan, Jaci Velasquez y Emmanuel.

## Lista de canciones
Todas las canciones fueron escritas y compuestas por Gian Marco.
1. «Se me olvidó» 4:10
2. «Al otro lado de la luna» 4:10
3. «Su encanto en mi» 4:00
4. «Te mentiría» 3:47
5. «Por ti» 4:18
6. «Lamento» 3:56
7. «Simplemente espiritual» 4:03
8. «No logro entender» 3:44
9. «Retrato» 3:35
10. «Mujer» 3:57
11. «Ave María» 3:57
12. «Volveré» 4:06
13. «Sentirme vivo» 2:37

## Videos musicales
1. «Se me olvidó»
2. «Te mentiría»
3. «Lamento»
4. «Al otro lado de la luna»

## Premios y nominaciones

### Premios Grammy Latinos
| Año  | Categoría          | Trabajo nominado | Resultado |
| ---- | ------------------ | ---------------- | --------- |
| 2002 | Artista Revelación | A Tiempo         | Nominado  |
| 2002 | Mejor Álbum Pop    | A Tiempo         | Nominado  |
| 2002 | Grabación del Año  | A Tiempo         | Nominado  |